# 7385 Aktsynovia
7385 Aktsynovia è un asteroide della fascia principale. Scoperto nel 1981, presenta un'orbita caratterizzata da un semiasse maggiore pari a 2,3890206 UA e da un'eccentricità di 0,1262631, inclinata di 3,73333° rispetto all'eclittica.